# Fresh Deadly Rarities
Fresh Deadly Rarities è un bootleg del gruppo statunitense Soundgarden.

Seppure l'album non sia mai stato pubblicato, la qualità audio è paragonabile a quella di un album in studio. Contiene diverse cover riarrangiate in chiave grunge di alcuni classici quali Come Together dei Beatles, Into the Void dei Black Sabbath e Can You See Me di Jimi Hendrix oltre a una versione inedita di Like Suicide in versione acustica.

## Tracce
1. Toy Box – 5:42
2. Heretic – 3:48
3. Come Together (Cover dei Beatles) – 5:51
4. Fresh Deadly Roses – 4:53
5. Into the Void (Cover dei Black Sabbath) – 6:37
6. Girl You Want (Cover dei Devo) – 3:29
7. Stray Cat Blues (Cover dei Rolling Stones) – 4:46
8. She's a Politician – 1:46
9. Cold Bitch – 5:01
10. Show Me – 2:49
11. Touch Me – 2:51
12. I Don't Care About You (Cover dei Fear) – 1:54
13. Can You See Me (Cover di Jimi Hendrix) – 2:41
14. I Can Give You Anything (Cover dei Ramones) – 2:15
15. Homicidal Suicidal (Cover dei Buzzcocks) – 4:21
16. She Likes Surprises – 3:18
17. Like Suicide (versione acustica) – 6:11